# Ailson Feitosa
Ailson da Silva Feitosa (Sítio Novo do Tocantins, 13 de agosto de 1988) é um atleta brasileiro. 

## Carreira
Iniciou sua carreia de atleta em Boa Vista (Roraima). Em 2007 recebeu convite para treinar em São Paulo.
Medalhista em todas as categorias de base do atletismo nacional, teve em 2011 o melhor ano da carreira, quando foi campeão brasileiro, sul-americano do 4x100 metros. Feito repetido também nos Jogos Mundiais Militares do Rio 2011, e Jogos Pan-americanos de Guadalajara- MEX. Reserva do revezamento 4x100 metros nos Mundiais de Berlim-ALE 2009 e Daegu-KOR 2011. Tem 10s19 nos 100 metros rasos como recorde pessoal, feito em Campinas, em 2013.
Integrando a delegação que disputa os Jogos Pan-Americanos de 2011, em Guadalajara, no México, ganhou o ouro na prova do 4x100m masculino, junto com Sandro Viana, Nilson André e Bruno Lins 